# Tillandsia setacea
Tillandsia setacea är en gräsväxtart som beskrevs av Olof Swartz. Tillandsia setacea ingår i släktet Tillandsia och familjen Bromeliaceae. Inga underarter finns listade i Catalogue of Life.